# El Cañavate
El Cañavate ist eine Gemeinde (Municipio) und ein Dorf mit 128 Einwohnern (Stand: 2024) in der Provinz Cuenca in der Autonomen Region Kastilien-La Mancha. 

## Lage
El Cañavate liegt etwa 65 Kilometer südsüdwestlich von Cuenca in einer Höhe von ca. 750 m. 

## Bevölkerungsentwicklung
| 1970 | 1981 | 1991 | 2001 | 2011 | 2021 |
| ---- | ---- | ---- | ---- | ---- | ---- |
| 511  | 405  | 312  | 241  | 162  | 139  |

## Sehenswürdigkeiten
- Burgruine
- Kirche Mariä Himmelfahrt
- Marienkapelle (Ermita del Trascastillo)

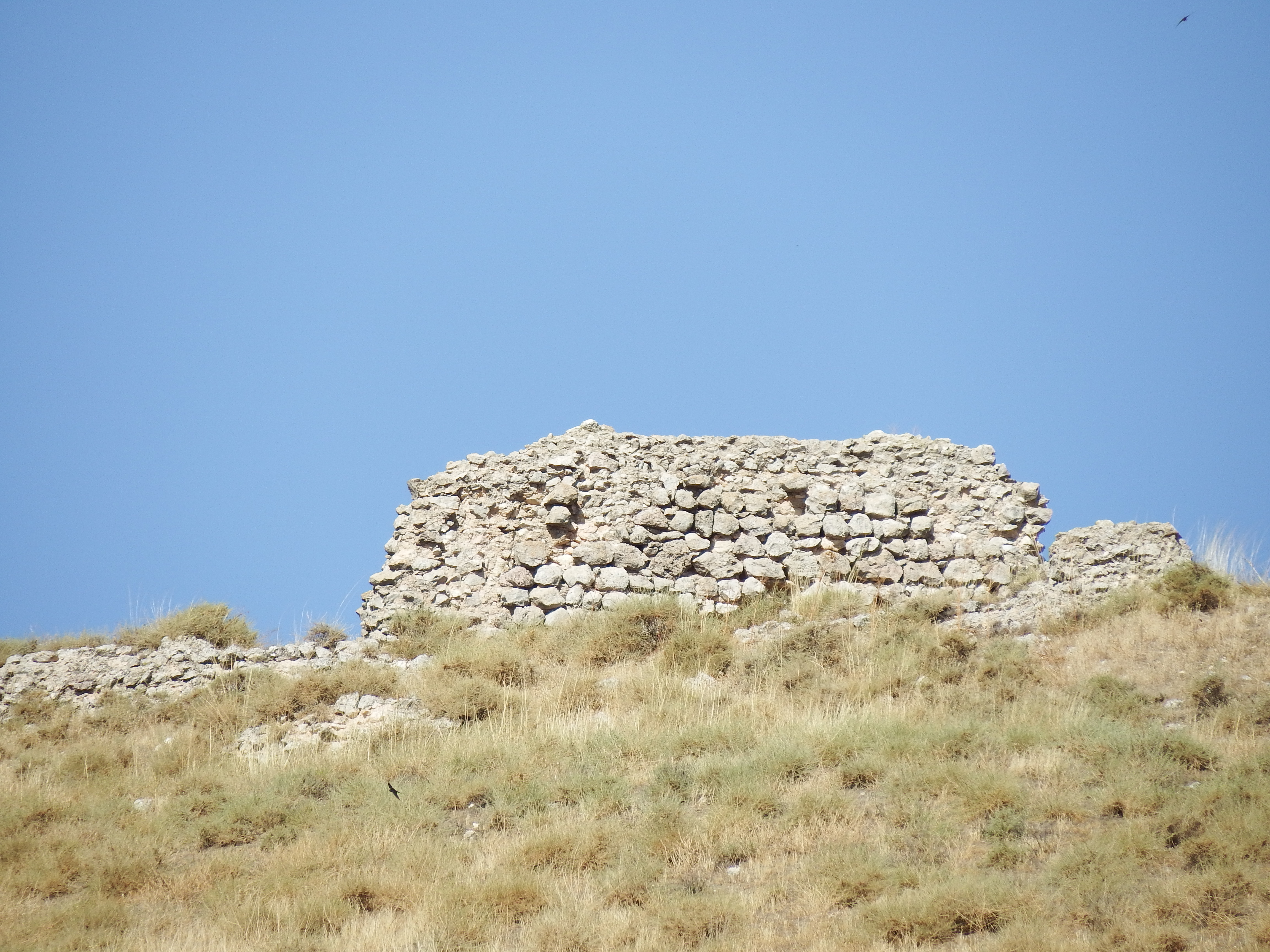
Burgruine
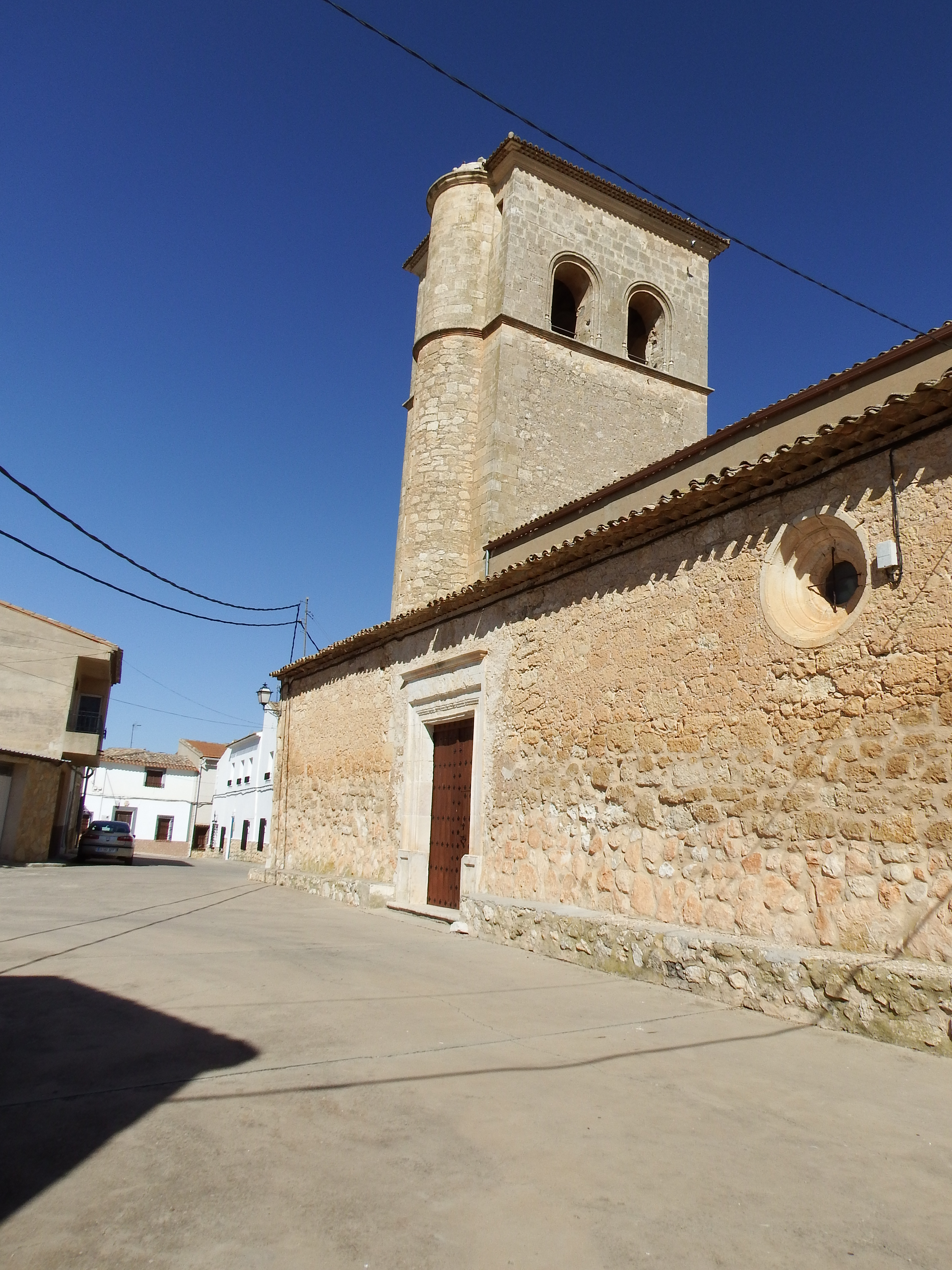
Kirche Mariä Himmelfahrt
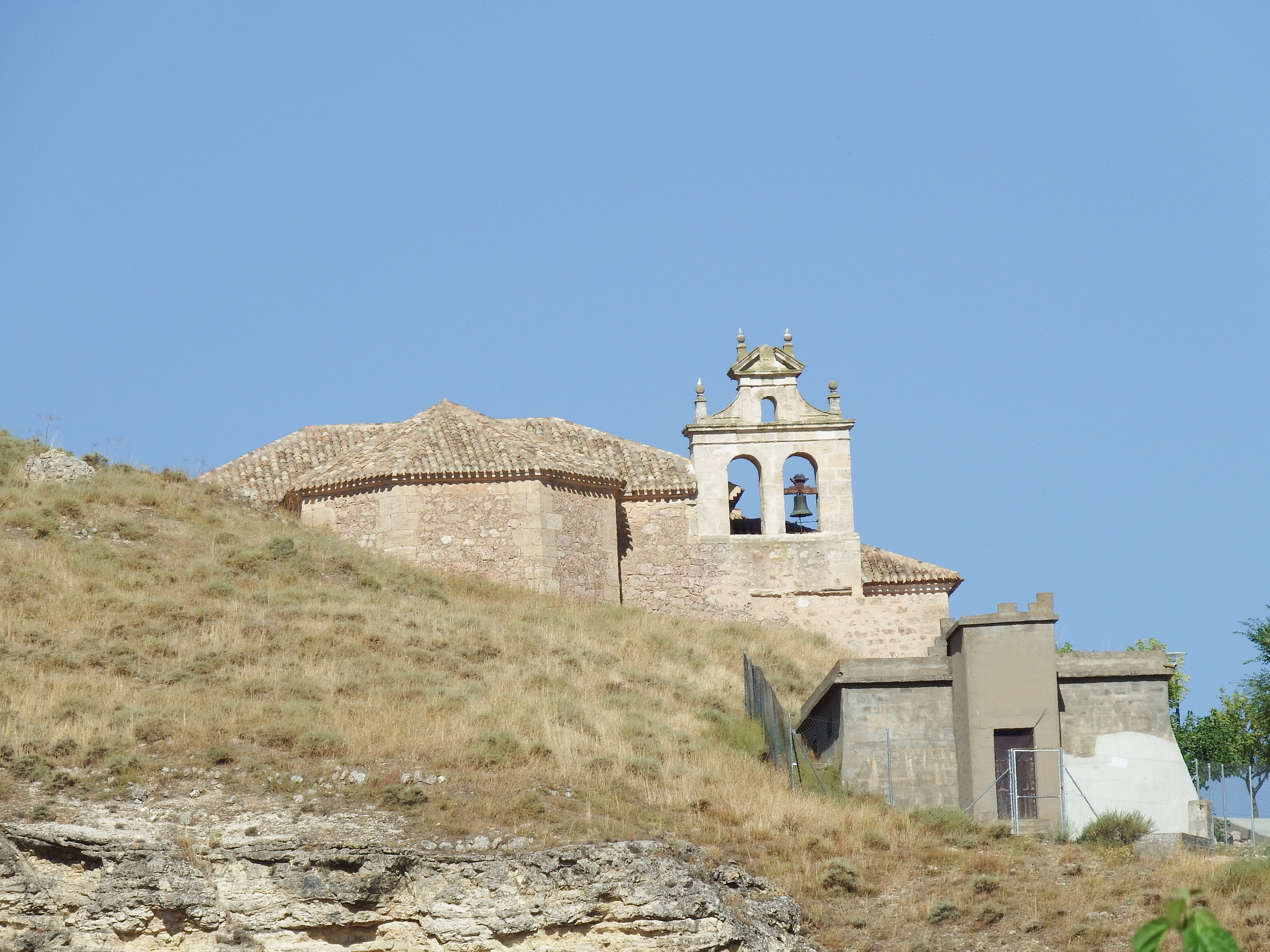
Marienkapelle
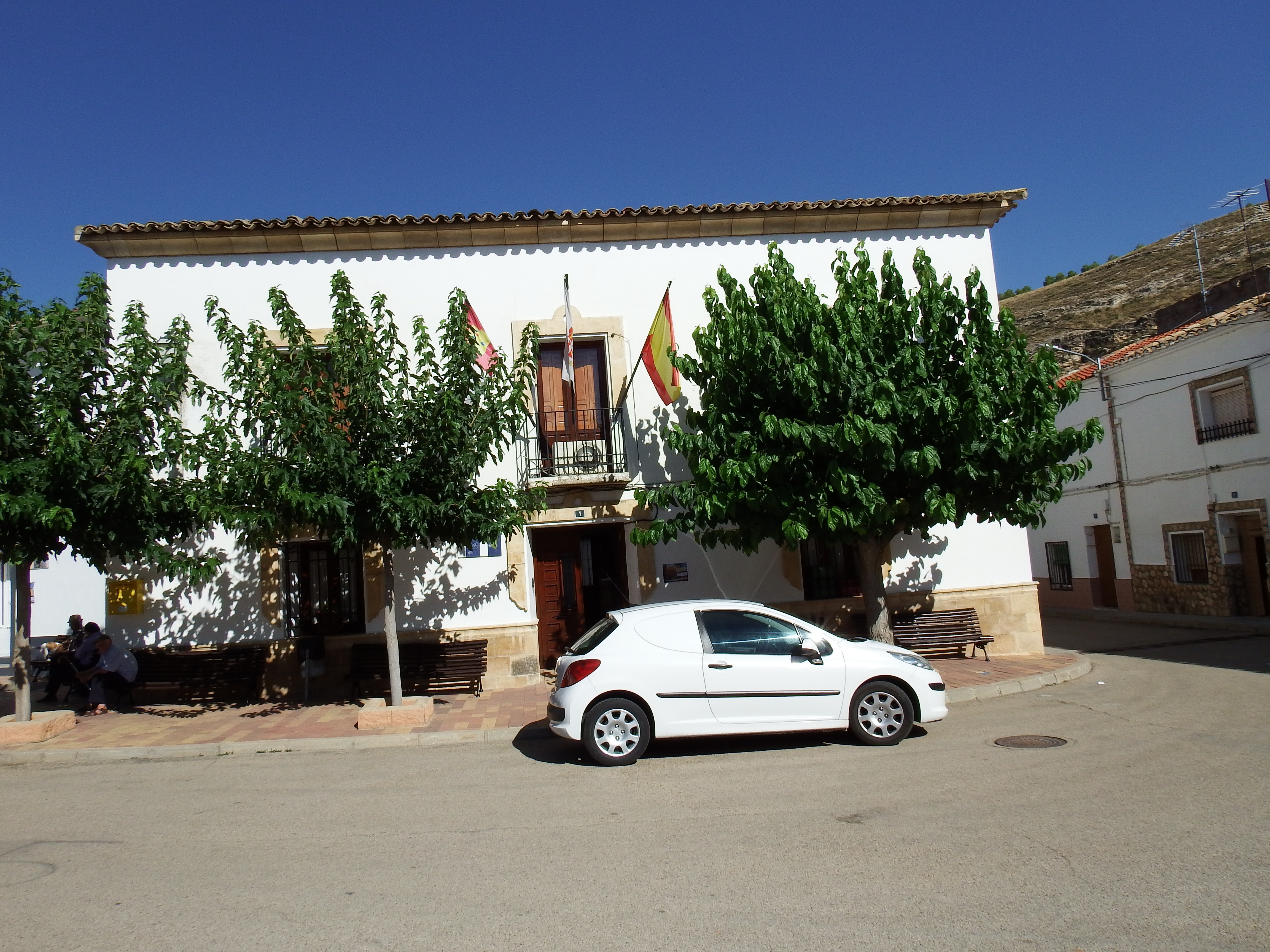
Rathaus

## Persönlichkeiten
- Francisco Luzón (1948–2021), Ökonom und Bankmanager